# Pangrapta submurina
Pangrapta submurina är en fjärilsart som beskrevs av Walker 1865. Pangrapta submurina ingår i släktet Pangrapta och familjen nattflyn. Inga underarter finns listade i Catalogue of Life.